# 矢原站
矢原站（日语：／ Yabara eki */?）是位於山口縣山口市矢原，西日本旅客鐵道（JR西日本）的山口線車站。
長久以來此站只有普通列車停靠，在2009年3月14日時間表修正起成為快速「通勤Liner」停車站。

## 歷史
- 1935年（昭和10年）10月1日 - 山口線大歲站至湯田站（現時：湯田溫泉站）之間新設此站[1]。
  - 當時車站位於山口縣吉敷郡大歲村（日语：大歳村）矢原。
- 1944年（昭和19年）4月1日 - 隨著山口市（第二次）成立，車站地址變為山口縣山口市矢原。
- 1987年（昭和62年）4月1日 - 伴隨國鐵分割民營化，車站由西日本旅客鐵道（JR西日本）營運[2]。
- 2005年（平成17年）10月1日 - 隨著山口市（第三次）成立，車站地址變成現時的地址。
- 2009年（平成21年）3月14日 - 時間表修正，快速「通勤Liner」開始停靠此站[2]。

## 車站構造

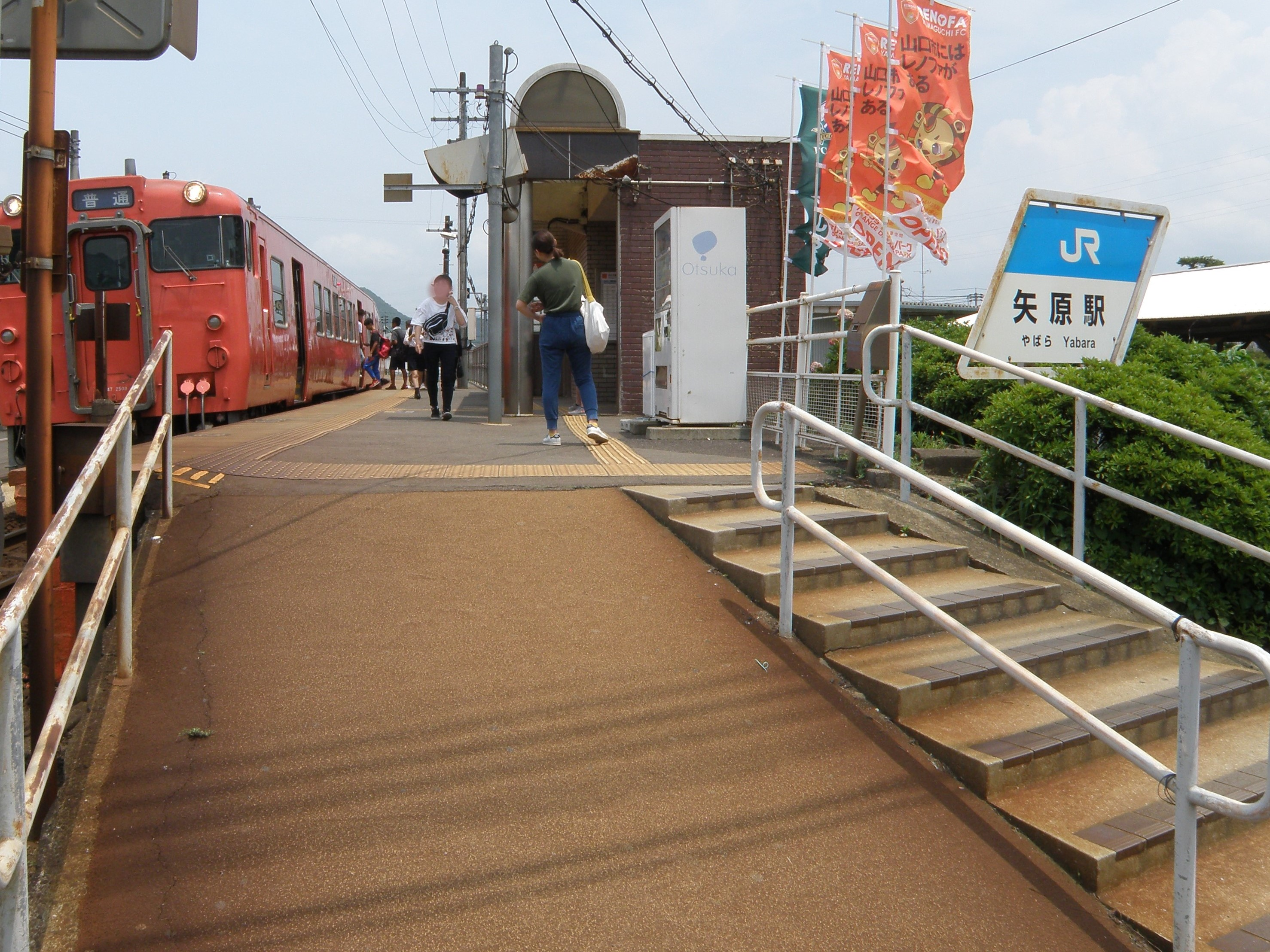
矢原站入口

車站是一座地面車站，設有1面1線的單式月台，益田方向的列車會開啟右邊車門。此站是由新山口站管理的無人車站。車站出入口直接連接月台。月台上設有候車室和男女分開的濕廁，候車室內設有自動售票機。
在2010年冬天，新山口一方月台進行改善工程。

## 利用狀況
以下為近年的乘車人次列表：
| 年度 | 1日平均 乘車人次 |
| ---- | ---------------- |
| 1999 | 544              |
| 2000 |                  |
| 2001 | 562              |
| 2002 | 555              |
| 2003 | 550              |
| 2004 | 496              |
| 2005 | 525              |
| 2006 | 496              |
| 2007 | 509              |
| 2008 | 513              |
| 2009 | 502              |
| 2010 | 534              |
| 2011 | 551              |
| 2012 | 555              |
| 2013 | 548              |
| 2014 | 543              |
| 2015 | 584              |
| 2016 | 615              |
| 2017 | 666              |
| 2018 | 664              |
| 2019 | 650              |

## 車站周邊
車站位於大歲地區東部，設有一些住宅區。站前南邊經過石津橋，越過椹野川後可前往平川地區中心。
- 維新百年紀念公園（日语：維新百年記念公園）
  - 維新百年紀念公園陸上競技場（日语：維新百年記念公園陸上競技場） - J聯賽山口雷法足球會的本場館。但是，該競技場在2016年起比較近大歲站[4]。
- 山口市立大歲小學
- 山口市立平川小學
- 山口市立平川中學（日语：山口市立平川中学校）
- 山口縣立西京高等學校（日语：山口県立西京高等学校）
- 中村女子高等學校（日语：中村女子高等学校）專攻科
- 山口職業能力開發促進中心（日语：職業能力開発促進センター）（山口理工中心）
- 學校法人藤村學園 旭幼稚園

## 相鄰車站
西日本旅客鐵道（JR西日本）
■山口線
■快速「通勤Liner」、■普通
大歲－矢原－湯田溫泉

## 注腳
1. 1 2  歴史でめぐる鉄道全路線 国鉄・JR 7号、13頁
2. 1 2  歴史でめぐる鉄道全路線 国鉄・JR 7号、15頁
3. ↑  山口県統計年鑑 （页面存档备份，存于）（日語） - 山口縣
4. ↑  . レノファ山口FC.   [2016-02-17]. （原始内容存档于2021-05-13） （日语）.

## 外部連結
- 矢原｜車站資訊：JR出門網 - 西日本旅客鐵道（日語）